# Heimweg (Roman)
Heimweg ist ein Roman des deutschen Journalisten und Autors Harald Martenstein aus dem Jahr 2007 über die Nachkriegszeit.

## Inhalt
Im Zentrum steht der vom Ich-Erzähler als Großvater bezeichnete Josef. Er kehrt aus sowjetischer Kriegsgefangenschaft heim und trifft seine Frau Katharina in einer ehebrecherischen Situation an. Im Verlauf der Geschichte versucht er, sie zurückzugewinnen. Dies gelingt ihm insoweit, als sie verrückt wird und sich in diesem Zusammenhang nur noch an ihn wendet. Die Familiengeschichte wird über mehrere Generationen aufgerollt und enthüllt eine Vielzahl zerrissener Charaktere und mehrere Morde, darunter Sohnesmord und Selbstmord. In einer Schlüsselszene wird erzählt, wie Josef die Exekution eines sowjetischen Kommissars im Zweiten Weltkrieg durchführte. Dieser wurde wehrlos und ohne Urteil per Kommissarbefehl hingerichtet. Ohne Notwendigkeit tötet Josef kurz darauf noch einen bei einer weiteren Leiche kauernden Knaben.
Gegen Ende der Geschichte erklärt sich die geistige Verwirrtheit von Katharina: Die „Besucher“, die sie in ihrer Wohnung zu empfangen glaubt, sind die von Familienmitgliedern Ermordeten: Sie tauchen auf einer fiktiven Ebene des Buches quasi als Geister wieder auf, welche den Helden zugleich real erscheinen. Dies erfährt der Leser, während die realen Familienmitglieder nach und nach ‚endgültig‘ zu sterben beginnen. Der Ich-Erzähler entpuppt sich als der Geist des ermordeten Knaben.

## Einordnung
Das Buch steht im Kontext einer nach 2000 erkennbaren Tendenz in der Publikationslandschaft der die Nachkriegszeit thematisierenden Bücher: Nicht alleine die sachliche Aufarbeitung, sondern auch die Gefühlsmomente der in die ferne Vergangenheit abrutschenden Kriegszeit werden thematisiert. Dafür stehen 2007 etwa das Sachbuch Schweigen tut weh von Alexandra Senfft, der Enkelin von Hanns Ludin, die die emotionalen Auswirkungen auf ihre Familie bis in die Gegenwart beschreibt und der in großer Auflage im selben Jahr als Taschenbuch erschienene Roman Es geht uns gut von Arno Geiger. Martenstein erarbeitet im Kontext dieser Bücher die Stimmungsmomente in Zusammenschau mit den tatsächlichen Geschehnissen. Er schildert den Rückbezug auf die deutsche Geschichte eines Krieges mit einer Schulderfahrung und der äußerlichen Beruhigung nach 1945. Er nähert sich diesen Momenten mit großer Genauigkeit, teilweise ergänzt durch eine erst aus der zeitlichen Distanz möglichen Ironisierung. So wird die Vergangenheit verständlich als ein beeinflussender Hintergrund der Gegenwart. Martenstein erläuterte diese Art, die Vergangenheit zugleich gegenwärtig wie auch vergangen darzustellen:

„Die Geister der Vergangenheit: diese Metapher, diese Leitartikel-Floskel habe ich halt wörtlich genommen. Lasst die Geister der Vergangenheit einfach mal aus ihren Ritzen rauskriechen! Und zwar nicht die politischen, sondern ganz normale Geister aus dem konkreten Leben: die Leute, die man umgebracht hat, die Leute, die man liebt oder gern lieben würde.“

Die Distanz zur Vergangenheit wird erzählerisch durch die Kontrastierungen mit aktuellen Darstellungsformen vermittelt: Oft vergleicht der Autor mit Sätzen, wie „Heute würde man sagen …“ Die besondere Bedeutung der Bücher von Martenstein und Geiger liegt darin, in der Belletristik Stimmungsmomente der Nachkriegszeit so präzise eingefangen zu haben wie es kein wissenschaftliches Buch in seiner analytischen Methodik erreichen könnte. Die Vergangenheit wird dabei mit der Gegenwart durch die Vergegenwärtigung des Abstandes verknüpft. Dies manifestiert sich insbesondere in der Person des Ich-Erzählers. An ihr wurde die größte Schuld der Familie begangen, und sie verkörpert diese Schuld in der Erzählung. Zugleich aber bringt sie bei ihrem „Wiederauftauchen“ die größte Reinheit und Liebe mit. Die Kritikerin Julia Encke nannte dies einen „Zwiespalt … zwischen Schuld und Liebe“. Dazu kommt, dass der Ich-Erzähler seine Identität aufgibt, indem er auf Wunsch des Großvaters ausmacht, dass er als sein Enkel gelten solle. Eine melancholische Hoffnung vom Vergeben in der Gegenwart antwortet damit der paralysierenden Unfähigkeit der Nachkriegszeit, weder Trauern noch vergessen zu können. Zugleich lebt die Verdrängung damit fort. Denn in der fiktiven Logik des Buches wird die Identität des wieder auftauchenden Knaben nur deswegen niemandem bewusst, da der Großvater die Szene der Erschießung nicht erzählt hatte. In dem erzählerischen Mittel der die Handlung bestimmenden „lebenden Toten“ ist die Gegenwärtigkeit der Vergangenheit wie auch das Verblassen ihres Einflusses verbildlicht.

## Auszeichnungen
Heimweg wurde 2007 mit dem Corine-Preis ausgezeichnet, an dessen Vergabe der Verlag der Wochenzeitschrift Die Zeit beteiligt ist. Martenstein ist dort Redakteur.